# Cunning Stunts (Caravan)
Cunning Stunts è il sesto album in studio del gruppo progressive rock britannico Caravan, pubblicato nel 1975. È il primo album del gruppo che vede la presenza di Mike Wedgwood al basso.
Il titolo è un gioco di parole con l'insulto "stunning cunts".

## Tracce
Lato 1
1. The Show of Our Lives – 5:47
2. Stuck in a Hole – 3:09
3. Lover – 5:06
4. No Backstage Pass – 4:34
5. Welcome the Day – 4:01

Durata totale: 22:37
Lato 2
1. The Dabsong Conshirtoe – 18:00
2. Fear and Loathing in Tollington Park Rag – 1:10

Durata totale: 19:10
Tracce bonus
1. Stuck in a Hole – 3:10
2. Keeping Back My Love – 5:14
3. For Richard – 18:34

Durata totale: 26:58

## Formazione
- Pye Hastings - chitarra elettrica, chitarra acustica, voce
- Richard Coughlan - batteria
- Dave Sinclair - tastiera, arrangiamenti
- Mike Wedgwood - basso, percussioni, voce, arrangiamenti
- Geoffrey Richardson - viola, chitarra elettrica, flauto